# Đặc khu trưởng Hồng Kông
Trưởng quan hành chính Đặc khu hành chính Hồng Kông, thường được gọi tắt là đặc khu trưởng Hồng Kông, là người đứng đầu Chính phủ Hồng Kông và đại diện của Hồng Kông.
Chức vụ đặc khu trưởng thay thế chức vụ thống đốc Hồng Kông, đại diện của quân chủ Anh trong thời kỳ Hồng Kông thuộc Anh. Chức vụ đặc khu trưởng chính thức được thiết lập theo Luật Cơ bản Hồng Kông vào ngày 1 tháng 7 năm 1997 sau khi Hồng Kông được chuyển giao cho Trung Quốc.
Đặc khu trưởng có nhiệm vụ đề cử các quan chức chính để Quốc vụ viện bổ nhiệm, thực hiện quan hệ đối ngoại của Hồng Kông, bổ nhiệm thẩm phán và những quan chức khác, công bố luật được Hội đồng Lập pháp thông qua và tặng thưởng huân chương, huy chương, các danh hiệu, vinh dự. Luật Cơ bản Hồng Kông quy định đặc khu trưởng phải lấy ý kiến của Hội đồng Hành chính trước khi thực hiện nhiều quyền hạn, ví dụ như đưa ra các quyết định chính sách quan trọng, trình dự luật trước Hội đồng Lập pháp, ban hành văn bản pháp quy và giải tán Hội đồng Lập pháp, mặc dù tất cả các thành viên Hội đồng Hành chính đều do đặc khu trưởng bổ nhiệm. Hội đồng Hành chính gồm các thành viên chính thức và không chính thức, bao gồm giám đốc Sở Chính vụ, là người đứng đầu Tổng bộ Chính phủ chịu trách nhiệm quản lý hoạt động của Chính phủ.
Đặc khu trưởng giữ danh hiệu "Quý ngài đáng kính" và đứng đầu trong thứ tự ưu tiên của Hồng Kông. Phủ Lễ tân Hồng Kông ở Trung Hoàn, Đảo Hồng Kông là nơi ở chính thức của đặc khu trưởng.
Đặc khu trưởng đương nhiệm là Lý Gia Siêu, ông nhậm chức vào ngày 1 tháng 7 năm 2022 sau khi trúng cử trong cuộc bầu cử đặc khu trưởng 2022.

## Tiêu chuẩn
Đặc khu trưởng phải là công dân Trung Quốc, đủ 40 tuổi trở lên, có tư cách thường trú nhân Hồng Kông, không có quyền cư trú ở nước ngoài và đã thường trú liên tục tại Hồng Kông ít nhất 20 năm. Điều 47 Luật Cơ bản Hồng Kông cũng quy định đặc khu trưởng phải là người chính trực và tận tụy với nhiệm vụ của mình. Ngoài ra, ứng cử viên đặc khu trưởng phải được ít nhất 188 ủy viên Ủy ban Bầu cử đề cử.

## Quy trình bầu cử
Phụ lục I Luật Cơ bản Hồng Kông quy định quy trình bầu cử đặc khu trưởng.

### Ủy ban Bầu cử
Ủy ban Bầu cử chịu trách nhiệm đề cử ứng cử viên đặc khu trưởng và bầu đặc khu trưởng. Ủy ban Bầu cử gồm 1.500 ủy viên từ năm ngành được chỉ định hoặc bầu ra từ 40 phân ngành. Theo cải cách chế độ bầu cử Hồng Kông 2021, ứng cử viên đặc khu trưởng phải được ít nhất 188 ủy viên Ủy ban Bầu cử đề cử và tư cách của ứng cử viên phải được Ủy ban thẩm tra tư cách ứng cử viên xác nhận. Đặc khu trưởng được Ủy ban Bầu cử bầu theo quá nửa tổng số ủy viên.
| Ngành | Ủy viên |
| --- | ------- |
| Công nghiệp, thương mại và tài chính | 300     |
| Các nghề nghiệp | 300     |
| Nông nghiệp, lao động, tôn giáo, các đoàn thể đồng hương và các đoàn thể ở cơ sở | 300     |
| Nghị viên Hội đồng Lập pháp và đại diện của các ủy viên Ủy ban chính phủ và các đoàn thể người Hồng Kông ở đại lục                                                                                 | 300     |
| Đại biểu Đại hội đại biểu nhân dân toàn quốc, ủy viên Hội nghị hiệp thương chính trị nhân dân Trung Quốc của Hồng Kông và đại diện của thành viên Hồng Kông của các tổ chức toàn quốc có liên quan | 300     |
| Tổng cộng | 1.500   |

### Bầu cử
Ứng cử viên đặc khu trưởng phải được ít nhất 188 ủy viên Ủy ban Bầu cử đề cử, với ít nhất 15 ủy viên từ mỗi ngành của Ủy ban Bầu cử. Tư cách của ứng cử viên phải được Ủy ban thẩm tra tư cách ứng cử viên xác nhận căn cứ kết luận của Ủy ban Bảo vệ an ninh quốc gia trên cơ sở đánh giá của Cục An ninh quốc gia thuộc Lực lượng Cảnh sát Hồng Kông.
Đặc khu trưởng được Ủy ban Bầu cử bầu theo quá nửa tổng số ủy viên theo hệ thống bầu cử hai vòng:
| Chỉ có một ứng cử viên | Có ít nhất hai ứng cử viên                                                                                                 | Có ít nhất hai ứng cử viên |
| --- | --- | --- |
| Các ủy viên Ủy ban Bầu cử bỏ phiếu ủng hộ hoặc không ủng hộ; ứng cử viên trúng cử nếu nhận được ít nhất quá nửa tổng số phiếu bầu (>750 phiếu bầu hợp lệ) | Mỗi ủy viên Ủy ban Bầu cử bỏ 1 phiếu bầu; ứng cử viên nhận được quá nửa tổng số phiếu bầu trúng cử (>750 phiếu bầu hợp lệ) | Mỗi ủy viên Ủy ban Bầu cử bỏ 1 phiếu bầu; ứng cử viên nhận được quá nửa tổng số phiếu bầu trúng cử (>750 phiếu bầu hợp lệ) |
| Các ủy viên Ủy ban Bầu cử bỏ phiếu ủng hộ hoặc không ủng hộ; ứng cử viên trúng cử nếu nhận được ít nhất quá nửa tổng số phiếu bầu (>750 phiếu bầu hợp lệ) | Trong trường hợp có ứng cử viên nhận được quá nửa tổng số phiếu bầu                                                        | Trong trường hợp không có ứng cử viên nào nhận được quá nửa tổng số phiếu bầu |
| Các ủy viên Ủy ban Bầu cử bỏ phiếu ủng hộ hoặc không ủng hộ; ứng cử viên trúng cử nếu nhận được ít nhất quá nửa tổng số phiếu bầu (>750 phiếu bầu hợp lệ) | Ứng cử viên nhận được quá nửa tổng số phiếu bầu trúng cử                                                                   | Nếu: 1. ít nhất hai ứng cử viên nhận được nhiều phiếu bầu nhất và cùng số phiếu bầu; hoặc 2. không có ứng cử viên nào nhận được quá nửa tổng số phiếu bầu Thì: - loại bỏ những ứng cử viên nhận được ít phiếu bầu hơn những ứng cử viên trong trường hợp (1) hoặc hai ứng cử viên nhận được nhiều phiếu bầu nhất trong trường hợp (2); - tiến hành bỏ phiếu lại cho đến khi một ứng cử viên nhận được quá nửa tổng số phiếu bầu (>750 phiếu bầu hợp lệ) |

Đặc khu trưởng phải công khai từ bỏ quan hệ đảng phái chậm nhất là bảy ngày kể từ cuộc bầu cử và không được tham gia một đảng phái trong thời gian giữ chức vụ. Ứng cử viên trúng cử được Quốc vụ viện bổ nhiệm làm đặc khu trưởng.

### Nhiệm kỳ
Nhiệm kỳ của đặc khu trưởng là năm năm. Đặc khu trưởng không được giữ chức vụ quá hai nhiệm kỳ liên tiếp. Trong trường hợp khuyết đặc khu trưởng thì đặc khu trưởng mới giữ chức vụ trong thời gian còn lại của nhiệm kỳ của đặc khu trưởng cũ. Phương pháp lựa chọn đặc khu trưởng được quy định tại Điều 45 và Phụ lục I Luật Cơ bản Hồng Kông và Điều lệ bầu cử đặc khu trưởng.

## Đương nhiệm

### Nhiệm vụ và quyền hạn
Đặc khu trưởng là đại diện, người đứng đầu chính phủ của Hồng Kông. Đặc khu trưởng có nhiệm vụ lãnh đạo công tác của chính phủ, thi hành luật, công bố các dự luật và ngân sách nhà nước được Hội đồng Lập pháp thông qua, quyết định các chính sách của chính phủ, đề nghị Quốc vụ viện bổ nhiệm, miễn nhiệm các quan chức chính của Chính phủ Hồng Kông, bổ nhiệm thẩm phán và một số chức danh và quyết định ân xá, giảm nhẹ hình phạt. Đặc khu trưởng cũng chịu trách nhiệm báo cáo chính sách trước Hội đồng Lập pháp mỗi năm.
Hội đồng Hành chính Hồng Kông là cơ quan giúp đặc khu trưởng hoạch định chính sách. Đặc khu trưởng phải lấy ý kiến của Hội đồng Hành chính trước khi đưa ra các quyết định chính sách quan trọng, trình dự luật trước Hội đồng Lập pháp, ban hành văn bản pháp quy hoặc giải tán Hội đồng Lập pháp.

### Từ chức
Đặc khu trưởng phải từ chức trong những trường hợp sau đây:
- Đặc khu trưởng không làm việc được vì bệnh tật hoặc những lý do khác;
- Đặc khu trưởng từ chối công bố một dự luật được Hội đồng Lập pháp mới thông qua theo hai phần ba số nghị viên sau khi Hội đồng Lập pháp cũ bị giải tán; hoặc
- Hội đồng Lập pháp mới từ chối thông qua ngân sách nhà nước hoặc những dự luật quan trọng khác sau khi Hội đồng Lập pháp cũ bị giải tán.

### Bãi nhiệm
Đặc khu trưởng có thể bị Hội đồng Lập pháp luận tội nếu vi phạm pháp luật nghiêm trọng hoặc xao lãng nhiệm vụ. Điều 73(9) Luật Cơ bản Hồng Kông quy định trình tự luận tội như sau:
- Ít nhất một phần tư tổng số nghị viên Hội đồng Lập pháp cùng kiến nghị luận tội đặc khu trưởng vì vi phạm pháp luật nghiêm trọng hoặc xao lãng nhiệm vụ;
- Kiến nghị luận tội phải được ít nhất quá nửa số nghị viên thuộc hai nhóm tán thành;[chú thích 1]
- Chánh án Tòa án chung thẩm Hồng Kông thành lập, chủ trì một ủy ban điều tra độc lập để điều tra các cáo buộc và báo cáo Hội đồng Lập pháp;
- Trong trường hợp ít nhất hai phần ba tổng số nghị viên tán thành thì Hội đồng Lập pháp báo cáo Quốc vụ viện quyết định việc bãi nhiệm đặc khu trưởng.

### Kế nhiệm
Trong trường hợp đặc khu trưởng không làm việc được trong thời gian ngắn thì giám đốc Sở Chính vụ, giám đốc Sở Tài chính hoặc giám đốc Sở Tư pháp giữ quyền đặc khu trưởng theo thứ tự ưu tiên. Trong trường hợp khuyết đặc khu trưởng thì đặc khu trưởng mới phải được bầu chậm nhất là sáu tháng.

### Nơi ở chính thức

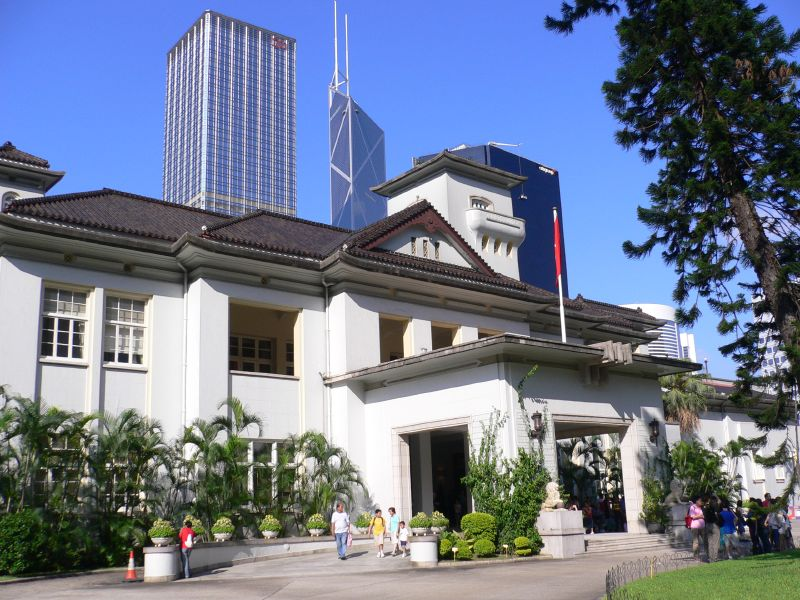
Phủ Lễ tân Hồng Kông là nơi ở chính thức của đặc khu trưởng Hồng Kông

Trước khi chuyển giao Hồng Kông, nơi làm việc của đặc khu trưởng nằm ở tầng bảy của Tòa nhà Tài chính châu Á Thái Bình Dương. Khi Đổng Kiến Hoa nhậm chức vào ngày 1 tháng 7 năm 1997, nơi làm việc của đặc khu trưởng được đặt tại tầng năm của Tòa nhà Chính phủ Trung khu cũ. Phủ Thống đốc Hồng Kông (hiện là Phủ Lễ tân Hồng Kông) từng là nơi làm việc của thống đốc Hồng Kông. Đổng Kiến Hoa không dùng Phủ Lễ tân mà sống tại nhà riêng ở khu chung cư Grenville House. Tăng Âm Quyền quyết định sửa chữa Phủ Lễ tân trong nhiệm kỳ đầu và chuyển nơi ở và làm việc chính thức đến đó vào ngày 12 tháng 1 năm 2006. Năm 2011, nơi làm việc của đặc khu trưởng chuyển đến Tổng bộ Chính phủ ở Thiêm Mã. Phủ Lễ tân tiếp tục là nơi ở chính thức của đặc khu trưởng.

## Hậu nhiệm kỳ
Nguyên đặc khu trưởng được Văn phòng nguyên đặc khu trưởn hỗ trợ thực hiện các hoạt động quảng bá, nghi thức hoặc những hoạt động khác liên quan đến vai trò nguyên đặc khu trưởng, bao gồm bao gồm tiếp đón các chức sắc, đoàn đại biểu, trả lời phỏng vấn của truyền thông trong và ngoài nước và tham gia các buổi nói chuyện. Nguyên đặc khu trưởng được cấp xe với tài xế riêng để thực hiện các hoạt động quảng bá và nghi thức.
Nguyên đặc khu trưởng biện pháp được cấp chế độ cảnh vệ tùy thuộc vào đánh giá rủi ro của cảnh sát và cũng được hưởng dịch vụ y tế, nha khoa.

## Lương bổng

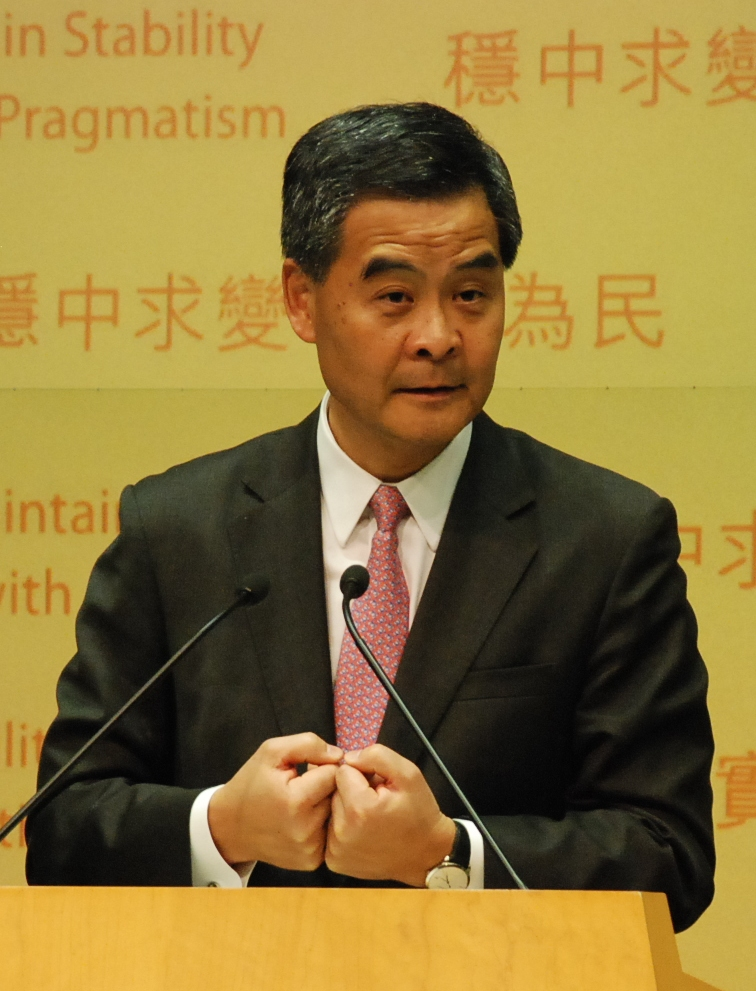
Trưởng đặc khu hành chính Hồng Kông Lương Chấn Anh phát biểu với báo chí về Bài phát biểu chính sách năm 2013.

Mức lương của đặc khu trưởng là một trong những mức lương cao nhất thế giới của một lãnh đạo chính trị và chỉ đứng sau mức lương của thủ tướng Singapore. Mức lương của đặc khu trưởng một phần căn cứ vào mức lương của thống đốc Hồng Kông, là 273.000 đô la Mỹ mỗi năm cộng với các khoản phụ cấp vào năm 1992.
Năm 2005, mức lương của Đổng Kiến Hoa là 378.500 đô la Mỹ. Từ năm 2009 đến năm 2014, mức lương của đặc khu trưởng là 4,22 triệu đô la Hồng Kông. Tháng 1 năm 2015, Lương Chấn Anh bãi bỏ quy định tạm dừng tăng lương được ban hành vào năm 2012, dẫn đến mức lương được tăng lên 4,61 triệu đô la Hồng Kông (591.000 đô la Mỹ).

## Danh sách đặc khu trưởng Hồng Kông
| № | Ảnh              | Họ tên (Năm sinh – Năm mất)                   | Nhiệm kỳ Thời gian giữ chức vụ | Nhiệm kỳ Thời gian giữ chức vụ | Bầu cử | Phe                                                                                   | Số nhiệm kỳ                                                                      | Chính phủ (các đảng ủng hộ)                                                                          | Người bổ nhiệm (Tổng lý Quốc vụ viện) | Tham khảo |
| - | ---------------- | --------------------------------------------- | ------------------------------ | ------------------------------ | ------ | ------------------------------------------------------------------------------------- | -------------------------------------------------------------------------------- | --- | ------------------------------------- | --------- |
| 1 |                  | Đổng Kiến Hoa 董建華 (sinh năm 1937)          | 1 tháng 71997                  | 12 tháng 32005                 | 1996   | Phe kiến chế                                                                          | 1                                                                                | Đổng Kiến Hoa I (DAB • Đảng Tự do)                                                                   | Lý Bằng                               | [ 21 ]    |
| 1 | 2002             | Đổng Kiến Hoa 董建華 (sinh năm 1937)          | 1 tháng 71997                  | 12 tháng 32005                 | 2      | Phe kiến chế                                                                          | Đổng Kiến Hoa II (DAB • Hội Liên hiệp các Công đoàn Hồng Kông • Đảng Tự do • TA) | Chu Dung Cơ                                                                                          | [ 22 ]                                |           |
| 1 | 2002             | Đổng Kiến Hoa 董建華 (sinh năm 1937)          | 7 năm và 255 ngày              |                                | 2      | Phe kiến chế                                                                          | Đổng Kiến Hoa II (DAB • Hội Liên hiệp các Công đoàn Hồng Kông • Đảng Tự do • TA) | Chu Dung Cơ                                                                                          | [ 22 ]                                |           |
| 2 |                  | Tăng Âm Quyền 曾蔭權 (sinh năm 1944)          | 21 tháng 62005                 | 30 tháng 6 2012                | 2      | 2005                                                                                  | Phe kiến chế                                                                     | Tăng Âm Quyền I (DAB • Hội Liên hiệp các Công đoàn Hồng Kông • Đảng Tự do • TA)                      | Ôn Gia Bảo                            | [ 23 ]    |
| 2 | 2007             | Tăng Âm Quyền 曾蔭權 (sinh năm 1944)          | 21 tháng 62005                 | 30 tháng 6 2012                | 3      | Tăng Âm Quyền II (DAB • Đảng Tự do • Hội Liên hiệp các Công đoàn Hồng Kông • TA • ES) | Phe kiến chế                                                                     | [ 24 ]                                                                                               | Ôn Gia Bảo                            |           |
| 2 | 2007             | Tăng Âm Quyền 曾蔭權 (sinh năm 1944)          | 7 năm và 10 ngày               |                                | 3      | Tăng Âm Quyền II (DAB • Đảng Tự do • Hội Liên hiệp các Công đoàn Hồng Kông • TA • ES) | Phe kiến chế                                                                     | [ 24 ]                                                                                               | Ôn Gia Bảo                            |           |
| 3 |                  | Lương Chấn Anh 梁振英 (sinh năm 1954)         | 1 tháng 7 2012                 | 30 tháng 6 2017                | 2012   | Phe kiến chế                                                                          | 4                                                                                | Lương Chấn Anh (DAB • Hội Liên hiệp các Công đoàn Hồng Kông • BPA • Đảng Tân Dân • Đảng Tự do)       | Ôn Gia Bảo                            | [ 25 ]    |
| 3 | 5 năm và 0 ngày  | Lương Chấn Anh 梁振英 (sinh năm 1954)         |                                |                                | 2012   | Phe kiến chế                                                                          | 4                                                                                | Lương Chấn Anh (DAB • Hội Liên hiệp các Công đoàn Hồng Kông • BPA • Đảng Tân Dân • Đảng Tự do)       | Ôn Gia Bảo                            | [ 25 ]    |
| 4 |                  | Lâm Trịnh Nguyệt Nga 林鄭月娥 (sinh năm 1957) | 1 tháng 7 2017                 | 30 tháng 6 2022                | 2017   | Phe kiến chế                                                                          | 5                                                                                | Lâm Trịnh Nguyệt Nga (DAB • BPA • Hội Liên hiệp các Công đoàn Hồng Kông • Đảng Tự do • Đảng Tân Dân) | Lý Khắc Cường                         | [ 26 ]    |
| 4 | 5 năm và 0 ngày  | Lâm Trịnh Nguyệt Nga 林鄭月娥 (sinh năm 1957) |                                |                                | 2017   | Phe kiến chế                                                                          | 5                                                                                | Lâm Trịnh Nguyệt Nga (DAB • BPA • Hội Liên hiệp các Công đoàn Hồng Kông • Đảng Tự do • Đảng Tân Dân) | Lý Khắc Cường                         | [ 26 ]    |
| 5 |                  | Lý Gia Siêu 李家超 (sinh năm 1957)            | 1 tháng 7 2022                 | Đương nhiệm                    | 2022   | Phe kiến chế                                                                          | 6                                                                                | Lý Gia Siêu (DAB • Hội Liên hiệp các Công đoàn Hồng Kông • BPA • Đảng Tân Dân • Đảng Tự do)          | Lý Khắc Cường                         | [ 27 ]    |
| 5 | 3 năm và 19 ngày | Lý Gia Siêu 李家超 (sinh năm 1957)            |                                |                                | 2022   | Phe kiến chế                                                                          | 6                                                                                | Lý Gia Siêu (DAB • Hội Liên hiệp các Công đoàn Hồng Kông • BPA • Đảng Tân Dân • Đảng Tự do)          | Lý Khắc Cường                         | [ 27 ]    |